# Heilig Hart van Dison
Het Heilig Hartmonument (le Sacre-Cœur de Dison) is een monumentaal Heilig Hartbeeld in de Belgische plaats Dison.

## Geschiedenis
In 1914 beloofde de pastoor van Dison zijn parochianen om, als de plaats tijdens de Eerste Wereldoorlog geen onheil zou treffen, een monument ter ere van het Heilig Hart.
Dit monument kwam in 1926 daadwerkelijk tot stand. Het bestaat uit een groot Heilig Hartbeeld met uitgestrekte armen, geflankeerd door twee reliëfs en voorzien van de tekst: Sacre Cœur de Jesus, j'ai confiance en vous (Heilig Hart van Jezus, ik heb vertrouwen in U). Het monument werd vervaardigd door Oscar Berchmans.
In 1960 bleek het monument op het tracé van de aan te leggen A27 te liggen. Het werd daarom steen voor steen uit elkaar genomen en enkele meters verder weer opgericht.